# Rougemont (Doubs)
Rougemont település Franciaországban, Doubs megyében. Lakosainak száma 1012 fő (2022. január 1.). Rougemont Pont-sur-l’Ognon, Bonnal, Cubrial, Cuse-et-Adrisans, Gondenans-les-Moulins, Gouhelans, Mondon, Montagney-Servigney, Puessans, Tressandans és Thieffrans községekkel határos.

## Népesség
A település népessége az elmúlt években az alábbi módon változott:
| Lakosok száma | 916  | 1179 | 1200 | 1246 | 1195 | 1173 | 1124 | 1035 | 1028 | 1012 |
|               | 1968 | 1982 | 1990 | 2006 | 2013 | 2015 | 2017 | 2019 | 2020 | 2022 |